# Deutscher Comedypreis 2012
Die 16. Verleihung des Deutschen Comedypreises fand am 23. Oktober 2012 im Rahmen des 22. Internationalen Köln Comedy Festivals in Köln statt. Moderiert wurde die Deutsche Comedypreis-Verleihung 2012 zum fünften Mal von Dieter Nuhr.
Die Aufzeichnung der Preisverleihung wurde am Freitag, den 26. Oktober 2012 um 21:15 Uhr auf dem Fernsehsender RTL ausgestrahlt. Im Durchschnitt sahen 3,13 Millionen Zuschauer die Aufzeichnung auf RTL.
Erneut wurden Preise in 15 Kategorien verliehen. Jedoch wurde die Formatkategorie Beste Late Night Show, die 2009 eingeführt wurde, entfernt. Diesmals wurde einmalig der gesetzte Sonderpreis verliehen.

## Jury
Der Jury für den Deutschen Comedypreis 2012 gehören die Autoren Sylke Lorenz und David Anschütz, die Journalisten Torsten Zarges und Sonja Behrens, der Geschäftsführer und Produzent von H&R Horizont TV GmbH Holger Hoffmann sowie der Veranstalter und Geschäftsführer der Köln Comedy Festival GmbH Achim Rohde an. Den Vorsitz hat Thomas Hermanns.

## Preisträger und Nominierte
Während die Nominierungen am 6. September 2012 bekanntgegeben wurden, wurden am 23. Oktober 2012 im Rahmen der Verleihung die Preisträger veröffentlicht.

### Beste Comedyshow
heute-show (ZDF)
Die Bülent Ceylan Show (RTL)
Nicht nachmachen! (ZDF)

### Beste Comedyserie
Der Tatortreiniger (NDR)
Danni Lowinski (Sat.1)
Stromberg (ProSieben)

### Beste Sketchcomedy
Knallerfrauen (Sat.1)
Ich bin Boes (RTL)
Ladykracher (Sat.1)

### Bestes Comedyevent
Elton vs. Simon – Die Live-Show (ProSieben)
Der Comedy-Olymp (RTL)
Der große Comedy-Adventskalender (RTL)

### Bestes TV-Soloprogramm
Olaf Schubert live! Meine Kämpfe (RTL)
Dr. Eckart von Hirschhausen live! Liebesbeweise (RTL)
Michael Mittermeier live! Achtung Baby! (RTL)

### Beste TV-Komödie
Stankowskis Millionen (ZDF)
Das große Comeback (ZDF)
Männer ticken, Frauen anders (ZDF)

### Bester Komiker
Oliver Welke
Bülent Ceylan
Kaya Yanar

### Beste Komikerin
Cindy aus Marzahn
Mirja Boes
Monika Gruber

### Bester Schauspieler
Bjarne Mädel
Christoph Maria Herbst
Detlev Buck

### Beste Schauspielerin
Martina Hill
Anke Engelke
Annette Frier

## Weitere Preisträger
Die folgenden Preise sind vom Veranstalter, der Köln Comedy Festival GmbH, gesetzte Preise und wurden ohne vorherige Nominierung am 23. Oktober 2012 vergeben.

### Bester Newcomer
David Werker

### Erfolgreichste Kinokomödie
Türkisch für Anfänger

### Erfolgreichster Live-Act
Bülent Ceylan

### Ehrenpreis
Gaby Köster

### Sonderpreis
Thomas Hermanns für 20 Jahre Quatsch Comedy Club